# Ella Purnell
Ella Summer Purnell (født 17. september 1996 London, England) er en engelsk skuespillerinde. Hun begyndte sin karriere som barneskuespillerinde i West End teater og film såsom Never Let Me Go (2010), Intruders (2011) og Maleficent (2014). Hendes andre film inkluderer Miss Peregrine's Home for Peculiar Children (2016), Churchill (2017) og Army of the Dead (2021). På TV har Ella medvirket i serier som Ordeal by Innocence (2018), Belgravia (2020), Yellowjackets (2021 – nu), Fallout (2024 – nu) og Sweetpea (2024–nutid). Hun har også lagt stemme til Jinx i Arcane (2021 – 2024) og Gwyndala i Star Trek: Prodigy (2021–2024).